# 뉴캐슬 유나이티드 FC의 역사

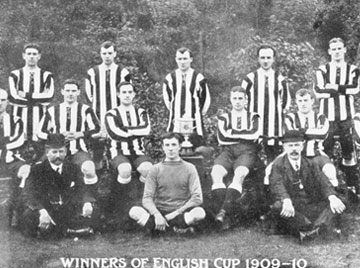
1910년 FA컵 우승 멤버

뉴캐슬 유나이티드 축구 클럽(Newcastle United Football Club 뉴캐슬 유나이티드 풋볼 클럽[*], NUFC)은 잉글랜드 타인 위어 주 뉴캐슬어폰타인을 연고로 하는 프로 축구 클럽이다.
1892년 뉴캐슬 이스트 엔드가 뉴캐슬 웨스트 엔드를 인수·합병하면서 창단 되었으며, 창단 이후 계속해서 사용해오고 있는 홈구장인 세인트 제임스 파크(스포츠 다이렉트 아레나)는 52,404명을 수용할 수 있는데, 이는 잉글랜드 내에서 네 번째로 큰 규모이다. 현재 프리미어리그 소속으로, ‘맥파이스’(The Magpies)라는 별칭으로도 불린다. 뉴캐슬 유나이티드는 잉글랜드 1부 리그(프리미어리그의 전신) 4회, 2부 리그(풋볼 리그 챔피언십 포함) 3회, FA 컵 6회의 우승 경력이 있으며, 1부 리그에서 마지막으로 우승한 때는 1927년이다. 유럽 대회에서 뉴캐슬 유나이티드가 보여준 가장 큰 성적은 1969년 인터시티스 페어스컵(현 UEFA 유로파리그)에서 우승한 것이다.
이 문서에서는 뉴캐슬 유나이티드의 역사에 대한 세부적인 내용을 설명하고 있다.

## 역사

### 창단과 전성기 (1881년~1914년)

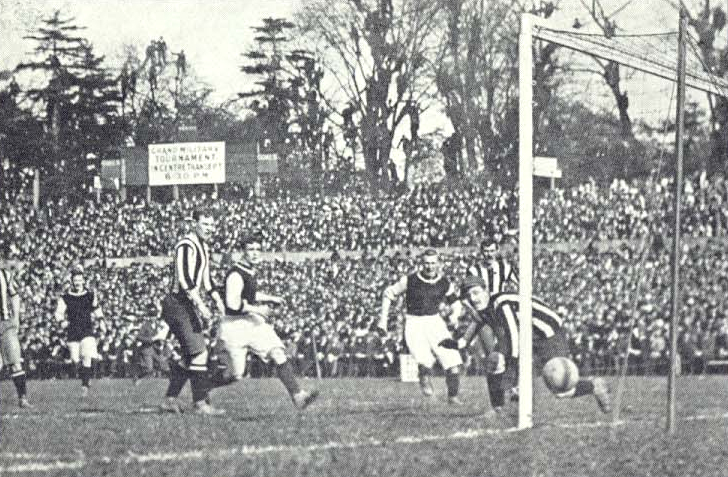
1905년 애스턴 빌라와의 FA컵 결승전

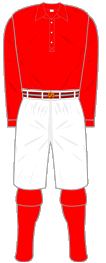
창단 초기의 유니폼

1881년 11월 사우스 바이커의 스탠리 크리켓 클럽은 축구 클럽을 창단하기로 결정하고, 그들의 첫 경기를 당시 뉴캐슬 지역의 최초의 축구 클럽이었던 엘스위크 가죽 공장 축구 클럽과 가지며 5-0으로 승리한다. 1882년 10월 그들은 클럽 명칭을 이스트 엔드(East End FC)로 변경하였는데, 그러는동안 1882년 8월 도시 반대편에서도 다른 크리켓 클럽이 축구에 흥미를 보이며 웨스트 엔드(West End FC)라는 명칭으로 클럽을 창단을 하였고, 처음에는 크리켓 경기장에서 경기를 하다가 세인트 제임스 파크로 옮겨서 경기를 하였다. 웨스트 엔드는 곧 도시 최고의 클럽이 되었으며, 이에 위기를 느낀 이스트 엔드는 톰 왓슨을 감독으로 영입하면서 특히 스코틀랜드에서 좋은 선수를 영입하여 클럽을 강하게 만들기 시작한다. 그러면서 반대로웨스트 엔드는 점차 하향곡선을 그리게 된다.
1889년 노던 리그가 출범하고, FA컵이 인기를 끌기 시작하였다. 야망이 있었던 이스트 엔드는 1889년 프로로 전향하며 지역의 큰 클럽으로 도약하기 위해 1890년 유한 회사로 등록하는 등 인상적인 행보를 이어나간다. 이 와중에 웨스트 엔드는 심각한 위기에 빠져있었고, 단장은 더 이상 클럽을 유지하는 것이 힘들다고 결론을 내리게 된다. 결국 이스트 엔드는 웨스트 엔드를 인수하기로 하고, 몇몇 선수들과 대부분의 스태프들이 이스트 엔드로 옮겨가게 된다. 이스트 엔드는 세인트 제임스 파크 또한 인수하게 되는데, 1892년 새로운 클럽 명칭을 정하기로 하고 공식 회의를 통해 뉴캐슬 레인저스, 뉴캐슬 시티 등 여러 이름이 제시되었으나, 최종적으로 클럽 명칭은 뉴캐슬 유나이티드로 확정되었고, 12월 22일 잉글랜드 축구 협회는 이를 공식 승인하였다.
뉴캐슬 유나이티드는 재능있는 선수들을 영입하기 시작하였는데, 특히 스코틀랜드 선수들을 많이 영입하면서 곧 잉글랜드 내에서 경쟁적인 스쿼드를 갖추게 되었고, 1900년대 들어와 1905년, 1907년, 1909년에 리그 우승을 3회 경험하였다. 이러한 전성기는 7년 간 5번 FA컵 결승전에 진출하면서 컵 대회에서도 계속되었다. 1905년, 1906년, 1908년, 1910년, 1911년에 FA컵 결승에 진출했는데, 하지만 정작 우승한 것은 1910년 구디슨 파크에서 반즐리를 상대했을 때 뿐이었다. 이 기간에 좋지 않은 기억이 있는데 바로 1908-09 시즌 지역 라이벌인 선덜랜드에게 1-9로 졌던 것이다. 선덜랜드는 아직도 최다 점수차 승리 기록을 이 기록으로 가지고 있다.

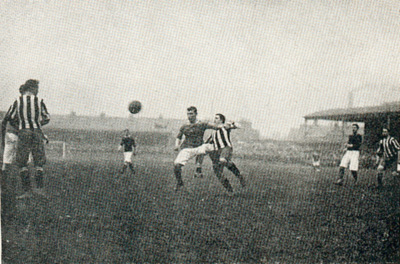
1906년 울위치와의 경기
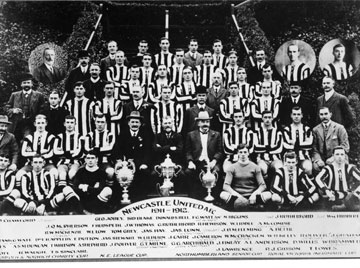
1911-12 시즌 단체 사진

### 세계 대전 기간 (1919년~1946년)
제1차 세계 대전 이후 파란 많은 20세기의 와중에 뉴캐슬 유나이티드는 1924년 FA컵 결승에 진출하였다. 이 경기는 역사상 두 번째로 웸블리 스타디움에서 열리는 결승전이었는데, 애스턴 빌라와 격돌하여 역사상 두 번째 FA컵 우승 트로피를 들어올렸다. 뉴캐슬 유나이티드는 1927년에 네 번째로 리그 우승을 했는데 이것이 가장 최근의 리그 우승 기록이기도 하다. 이 때의 대표적인 선수들로, 주장이었던 휴이 갤러처(뉴캐슬 유나이티드 역사상 출장당 득점 비율이 가장 높은 선수), 닐 해리스, 스탠 시모어, 프랭크 허즈페스 등이 있는데, 이들은 이후 40년 간 선수로서, 감독으로서, 단장으로서 클럽에 기여를 하였다. 1932년 FA컵에서는 아스널을 상대로 2-1로 승리하여 우승하였다.

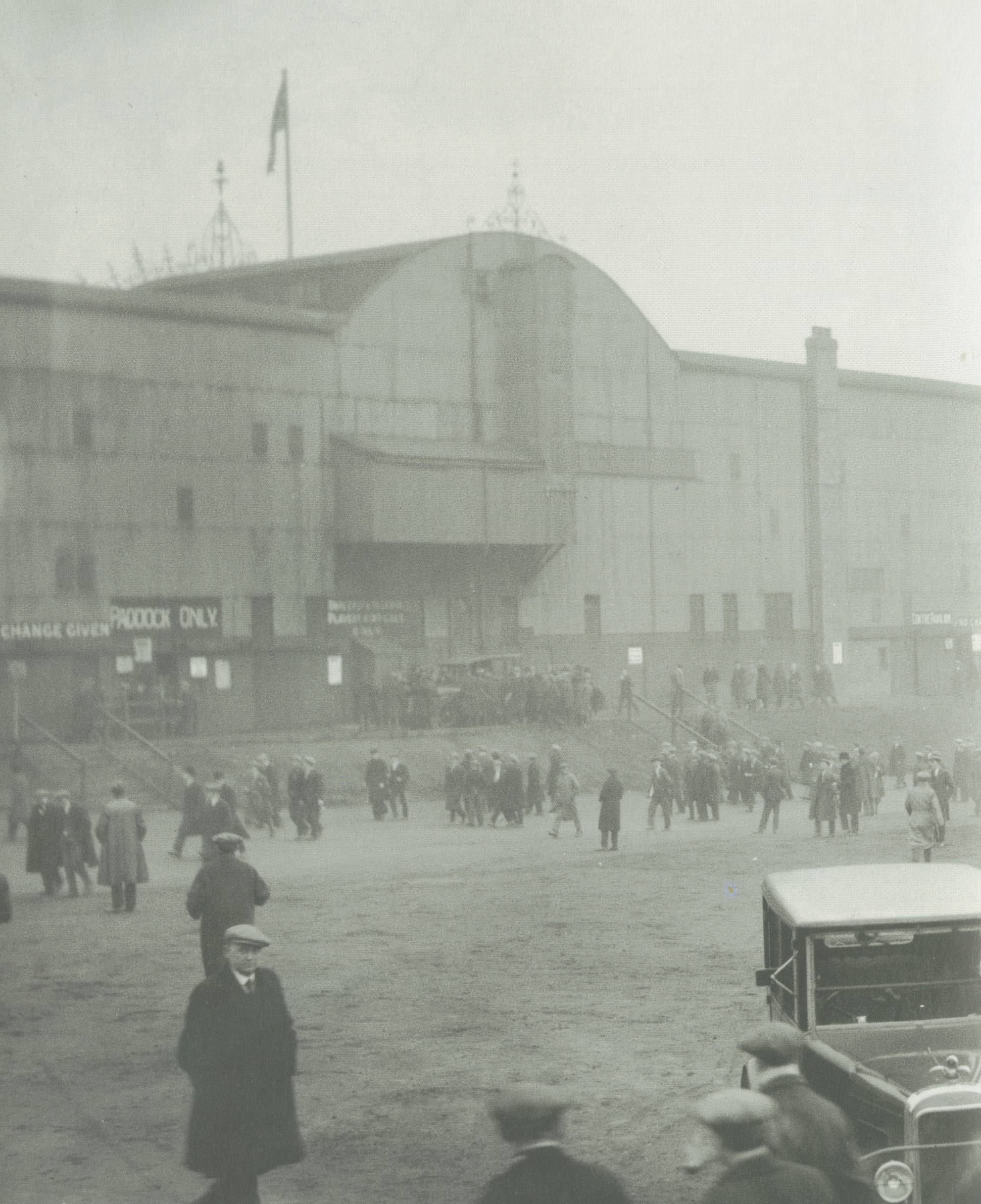
세인트 제임스 파크 (1930년)

당시 뉴캐슬 유나이티드는 새미 위버, 잭 앨른 그리고 사상 첫 선수겸 감독이었던 스코틀랜드 국가대표 선수 앤디 커닝엄과 같은 뛰어난 선수들을 보유하고 있었다. 하지만 웸블리에서 들어올린 두 개의 FA컵 우승 트로피에도 불구하고 뉴캐슬 유나이티드의 경기력은 곤두박질 쳤고, 결국 1934년 팀 역사상 첫 번째 강등을 겪게 된다. 2부 리그로 강등된 시즌, 놀랍게도 리버풀을 만나 9-2로, 에버턴을 만나 7-3으로 이기기도 하였다. 스탠 시모어가 단장을 맡아 제2차 세계 대전으로 인한 빈자리를 메꾸면서 클럽은 리빌딩 작업에 들어갔고, 뉴캐슬 유나이티드의 다음 전성기의 초석을 마련하였다.

### 제2차 세계 대전 이후 (1946년~1978년)
1945년 제2차 세계 대전이 끝나고, 스탠 시모어는 감독으로서 전면에 서서 클럽을 지휘하며 재키 밀번, 보비 코웰 그리고 조 하비, 보비 미첼 등 스타 선수들로 구성된 선수단을 꾸렸다. 뉴캐슬 유나이티드는 전(戰) 후 2년을 2부 리그에서 보냈는데, 1946년 뉴포트 카운티에 13-0으로 승리하면서 클럽 최다 점수 차 승리 기록을 세웠고, 이 경기에서 데뷔전을 치렀던 렌 섀클턴은 6골을 넣으며 단일 경기 최다 득점 기록을 세웠다. 1948년 다시 1부 리그로 승격되었는데, 이 시즌 홈 경기 내내 평균 관중 57,000명이 입장하여 잉글랜드 연간 최다 관중 입장 기록을 세웠다.
1950년대에 들어와 뉴캐슬 유나이티드는 5년 간 3번 FA컵을 우승하였다. 1951년 블랙풀을 2-0으로 이기고 우승하였고, 다음 해 아스널을 1-0으로 이기고 우승, 1955년 맨체스터 시티를 3-1로 이기고 우승하였다. 이에 뉴캐슬 유나이티드는 전국적으로 유명한 클럽이 되었고, 재키 밀번을 포함하여 보비 미첼, 프랭크 브레넌, 아이버 브로디스, 렌 화이트, 웨일스 선수인 아이버 앨처치 등이 유명세를 탔다. 그러나 이러한 스타 선수들을 보유하고 있었음에도 불구하고, 1950년대 후반 클럽은 삐걱대기 시작하며, 논란이 많았던 맨체스터 유나이티드 출신의 찰리 미튼 감독을 선임하였다가 결국 2부 리그로 강등된다.
1965년, 제2차 세계 대전 이후 오랜 기간 주장을 맡았던 조 하비가 감독이 되어 뉴캐슬 유나이티드를 부활시키기 위하여 돌아왔고, 스탠 시모어와 협력하여 클럽을 재정비한 후 2부 리그 우승 트로피를 들어올렸다. 이후의 뉴캐슬 유나이티드는 대승을 하거나 대패를 하거나 예측하기 어렵고 일정하지 않은 모습을 보여주었는데, 그럼에도 늘 잠재력을 가지고 있었다.
조 하비가 이끄는 뉴캐슬 유나이티드는 1968년 클럽 역사상 처음으로 유럽 대회에 진출했고, 모두를 놀라게 하며 다음 해 인터시티스 페어스컵(1971년 폐지)에서 스포르팅 리스본, 페예노르트, 레알 사라고사, 레인저스를 차례로 격파하며 결승에 올랐고, 결승에서는 헝가리의 뉴 페스트를 1, 2차전에서 모두 이기며 우승 트로피를 들어올렸다. 이 우승이 뉴캐슬의 첫 유럽타이틀이고 웨일스 출신이었던 윈 데이비스처럼 특급 스트라이커가 등번호 9번을 물려 받는 전통도 시작되었다.
성공적인 유럽 대회의 여세를 몰아 다음 해 하비는 팬들을 흥분시킬만한 여러 계약을 마무리 지었다. 지미 스미스, 토니 그린, 테리 히비트 등이 바로 그들이었고, 그 중 특히 말콤 맥도널드가 팬들에게 가장 인기가 많았다
. ‘슈퍼맥’(Supermac)이라는 별명을 갖고 있던 말콤 맥도널드는 아직까지도 뉴캐슬 유나이티드 팬들에게 많은 사랑을 받고 있는 선수 중 한명이다. 그가 공격을 이끌던 뉴캐슬 유나이티드는 1974년 리그 컵 결승에 진출했으나, 리버풀에 막혀 타인사이드로 우승 트로피를 가져오는 데에는 실패하였고, 결국 1975년 중반 조 하비는 팬들의 압박에 사임하였다. 작은 위안이 있다면 1974년과 1975년 연속으로 텍사코 컵에서 우승하였던 것이다
.
1975-76 시즌 블랙번 로버스의 감독이었던 고든 리가 조 하비를 대신하여 감독으로 취임했으나 보통 수준의 경기력을 보여줬고, 1976년 리그 컵 결승에 진출하였지만 맨체스터 시티에 패배하여 우승에는 실패하였다. 1976-77 시즌 말콤 맥도널드를 아스널에 파는 등의 논란이 있었지만, 시즌 초반부터 뉴캐슬 유나이티드는 좋은 경기력을 보이며 크리스마스 즈음 우승도 넘볼 수준에 이른다. 하지만, 고든 리가 1977년 초 에버튼으로 불쑥 떠나버렸고, 고든 리의 자리에는 감독 경험이 전무했던 코치 리처드 디니스가 선수들의 요청에 의해 감독을 맡는다. 디니스의 아래에서 선수들은 꾸준한 실력을 보이며 5위로 시즌을 마감, UEFA컵 진출권을 획득한다. 그러나 다음 시즌 디니스는 리그에서 10연패를 하고, UEFA컵에서도 좋지 않은 성적을 보였고, 결국 디니스의 후임으로 빌 맥개리가 감독으로 선임되었지만, 심각하게 하강기를 겪었고 급기야 2부 리그로 강등 되기에 이른다.

### 양 리그 사이에서의 분투 (1978년~1992년)

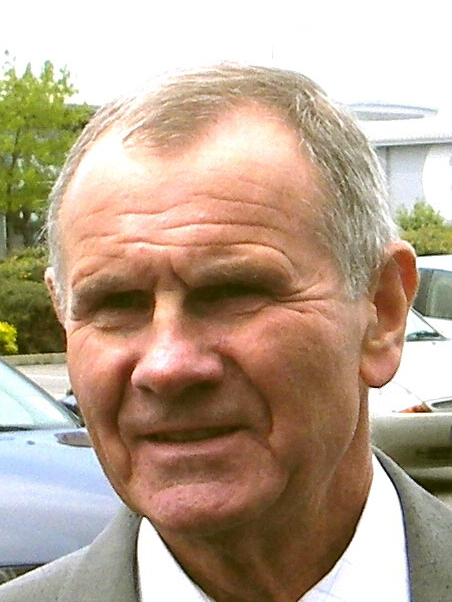
아서 콕스

빌 맥개리는 계속해서 감독직을 맡았으나 클럽 성적은 중위권에 맴돌았고, 결국 1980-81 시즌 해임되었다. 이후 1982년 아서 콕스가 감독을 맡아 잉글랜드 국가 대표 주장이었던 케빈 키건을 영입하는 등 돌풍을 일으키며 1부 리그로 승격시켰다.
케빈 키건은 타인사이드 팬들의 마음을 사로잡으며 뉴캐슬 유나이티드가 리그 순위 상위권을 차지하는 데 큰 영향을 끼친다. 이 때 키건과 함께 피터 비어슬리, 크리스 워들과 같은 젊은 선수들 뿐만 아니라 테리 맥더못과 같은 경험 많은 선수들이 클럽의 주축이 되었다. 이러한 성공적인 행보에도 불구하고 재계약과 관련하여 클럽 운영진과 입장 차이를 좁히지 못한 아서 콕스 감독은 감독직에서 물러나게 된다.
이 시기에 잉글랜드 축구 최고 유망주였던 폴 개스코인이 입단하였고, 감독에는 잭 찰턴이 임명 된다. 그러나 찰턴의 감독 수행 기간은 얼마 가지 못하였고, 1년 후 윌리 맥폴 감독이 선임된다. 뉴캐슬 유나이티드는 1부 리그에서 입지를 다지기는 했지만, 클럽 내 간판 선수인 피터 비어슬리를 리버풀에, 폴 개스코인을 토트넘 홋스퍼에 팔면서 클럽 운영진과 감독의 불화설이 나돌았고, 팬들 또한 불안감에 휩싸이게 된다. 이는 곧 1988-89 시즌 초 윌리 맥폴이 해고 되면서 확실한 증거로 나타났고, 새로 선임된 감독 짐 스미스는 클럽을 잘 추스리려 했지만, 리그 최하위로 시즌을 마감하고 2부 리그로 강등 된다.
1989-90 시즌 다시 회복세를 보이기는 하였으나, 시즌 내내 분투했음에도 불구하고 바로 승격되지 못하고, 한 순위가 부족하여 플레이 오프를 치렀는데 라이벌 선덜랜드에 패배하여 결국 승격에 실패한다. 다음 시즌 초 결국 짐 스미스는 사임하였고, 클럽은 2부 리그 중위권에 맴돌게 된다. 아르헨티나 출신의 오스발도 아르딜레스가 감독에 선임되었지만, 2년 동안 끔찍한 성적을 보여주며 1992년 해임되었고, 클럽은 3부 리그로 강등 될 위기에 처한다. 강등을 피하기 위해 뉴캐슬 유나이티드에는 구원자가 필요했고, 그 구원자는 바로 존 홀 경과 케빈 키건이었다. 1992년 케빈 키건이 오스발도 아르딜레스를 대신하기 위해 단기 계약으로 뉴캐슬 유나이티드 감독으로 선임되었고, 존 홀 경이 클럽을 인수하였다. 강등을 피하기 위해서는 포츠머스와의 홈 경기와 레스터 시티와의 원정 경기를 둘 다 이겨야 했는데, 다행히도 레스터 시티의 자책골 덕분에 레스터 시티전에서 지더라도 잔류할 수 있게 되었다.

### 프리미어리그 초창기 (1992년~1999년)

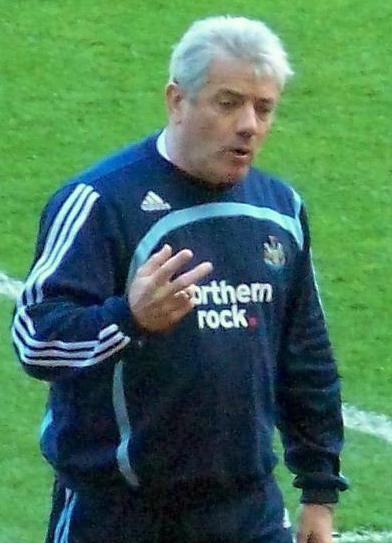
케빈 키건

존 홀 경은 클럽을 유럽 최고의 클럽으로 만들기 위해 노력하였는데, 케빈 키건을 감독으로 계속 신임함과 동시에 롭 리, 앤드류 콜과 같은 선수들을 영입하였다. 1992-93 시즌이 개막하고, 뉴캐슬 유나이티드는 그림스비 타운에게 0-1로 지기 전까지 11경기 연속 승리를 거두었는데, 이 기록은 잉글랜드 리그 기록인 13경기 연속 승리에 두 경기에 모자란 기록이었다. 흥미진진한 공격 축구를 구사하며 그림스비 타운 원정에서 2-0 승리를 거두어 우승을 확정지었고, 프리미어리그로 승격되었다. 키건의 지휘 아래 그들은 감각적인 공격 능력으로 성공적인 시즌을 이어갔으며 프리미어리그로 복귀한 시즌인 1993-94 시즌 리그 3위를 기록하였다. 스카이 스포츠는 키건의 공격 축구를 보고 뉴캐슬 유나이티드에 ‘엔터테이너’란 별명을 붙이기도 하였다. 다음 시즌, 클럽의 최다 득점자였던 앤드류 콜을 맨체스터 유나이티드에 팔았고, 6위로 그 시즌을 마쳤다.
1995-96 시즌 뉴캐슬 유나이티드는 유명 선수들을 영입하며 선수단 보강에 힘썼는데 파우스티노 아스프리야, 다비드 지놀라, 레스 퍼디낸드, 앨런 시어러를 영입하였고, 앨런 시어러의 이적료는 당시 클럽 사상 최고 이적료였던 1,500만 파운드였다. 이 시즌 리버풀에 3-4로 졌던 경기는 프리미어리그 역사상 가장 재미있는 경기로 꼽히기도 한다. 시즌 내내 뉴캐슬 유나이티드는 프리미어리그 우승에 아주 근접해있었고, 한 때 맨체스터 유나이티드에 승점 12점을 앞서기도 했으나 결국 맨체스터 유나이티드에게 우승을 빼앗기고 만다. 이를 이유로 케빈 키건 감독은 사임하였다.
뉴캐슬 유나이티드의 다음 감독 자리는 케니 달글리시와 네덜란드 출신의 뤼트 휠릿 두 감독이 짧은 기간 동안 맡았는데, 1998년과 1999년 2년 연속 FA컵 결승에 올라갔지만, 두번 모두 우승에는 실패하였다. 케니 달글리시는 클럽 역사상 최초로 UEFA 챔피언스리그에 진출하여 바르셀로나를 3-2로 꺾는 등 좋은 모습을 보였으나, 조별 리그에서 다음 단계로 올라가는 데는 실패했고, 이로 인해 리그 경기력도 쇠퇴하여 13위로 시즌을 마무리 하게 된다. 달글리시는 곧장 해임되었고, 이를 이어 뤼트 휠릿이 지휘봉을 잡았으나 앨런 시어러 그리고 주장 롭 리와 원만한 관계를 유지하지 못한 채 금방 해임되었다.

### 롭슨에서 뢰더까지 (1999년~2007년)

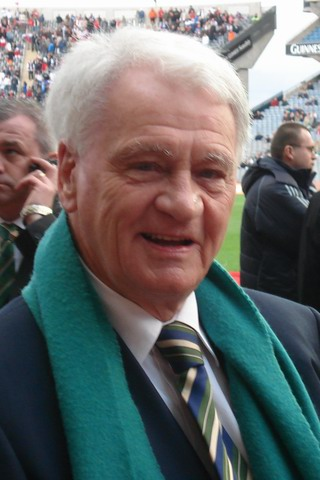
보비 롭슨 경

1999년 9월 뤼트 휠릿을 대신하여 전 잉글랜드 국가대표팀 감독이었던 보비 롭슨 경이 감독으로 임명되었다. 롭슨은 첫 번째 홈 경기를 셰필드 웬즈데이를 8-0으로 꺾으며 좋은 시작을 보였는데, 이는 아직도 뉴캐슬 유나이티드의 홈 경기 최다 점수차 승리 기록으로 남아 있다. 좋은 경기력을 펼친 롭슨의 뉴캐슬 유나이티드는 프리미어리그에 잔류할 수 있었고, 여세를 몰아 2001-02 시즌에는 4위를 차지하면서 오랜만에 UEFA 챔피언스리그에 진출할 수 있게 되었다. 다음 시즌인 2002-03 시즌에도 3위를 기록하였지만, 다음 시즌 UEFA 챔피언스리그 예선에서 패배하여 UEFA 컵 준결승에 올랐고, 2002-03 시즌 5위를 기록하며 UEFA 챔피언스리그 진출권 획득에 실패하는 등 실망스러운 시즌을 보낸다.
결국 2004-05 시즌에도 좋지 않은 시작을 보이며 보비 롭슨 경은 경질되었다. 보비 롭슨 경은 2009년 사망하였는데, 클럽에서는 추모 경기를 가지는 한편 뉴캐슬 유나이티드 팬들에게는 존경의 대상이며 최고의 감독으로 꼽히고 있다.

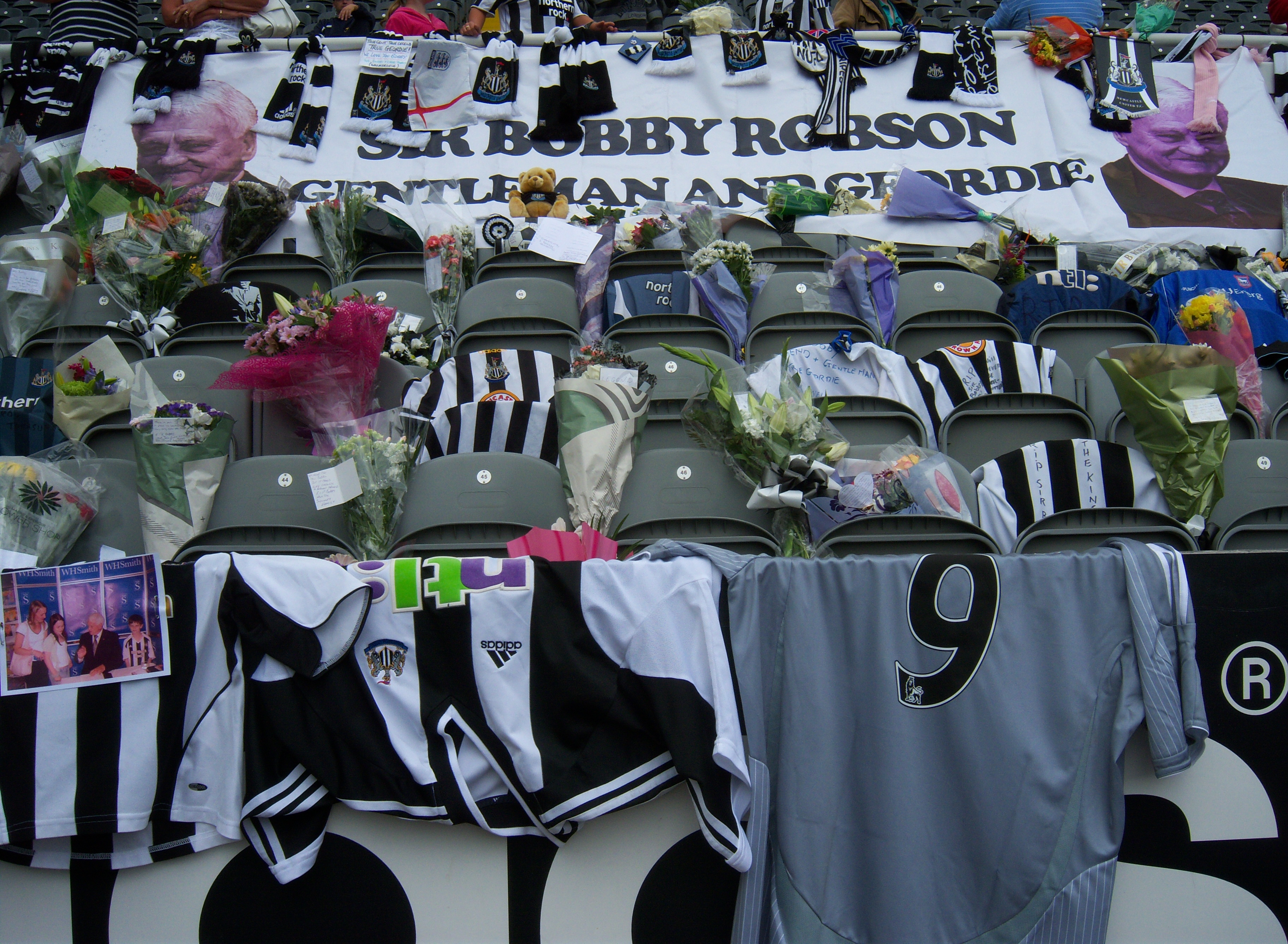
2009년 8월 보비 롭슨 경 사망 소식 후 세인트 제임스 파크의 모습

그 이후 블랙번 로버스의 감독이었던 그레엄 수네스가 롭슨을 대신하여 감독으로 취임하였지만, 많은 문제를 일으키며 14위에 머문다. 14위는 그 당시 뉴캐슬 유나이티드가 프리미어리그에서 기록한 가장 낮은 순위였다. 다음 시즌인 2005-06 시즌 알베르 루케를 1,000만 파운드에, 마이클 오언을 클럽 최다 이적료인 1,600백만 파운드에 영입하였다. 마이클 오언과 앨런 시어러는 좋은 호흡력으로 득점을 만들어냈지만, 오언은 다음 2시즌 대부분을 부상으로 보냈고, 루케 또한 부상으로 이렇다한 활약을 보이지 못하였다. 결국 그 해 성적은 강등권에 머물렀고, 수네스는 자신의 무능력함을 여실히 증명하며 2006년 2월 2일 전격 경질되었다.
수네스를 이어 글렌 뢰더가 감독 대행을 맡았다. 뢰더는 2005-06 시즌이 끝날 때쯤 클럽 순위를 15위에서 6위까지 올려놓으며 이를 인정받아 2년 정식 계약을 체결하였고, 앨런 시어러는 이 시즌에 재키 밀번의 최다 득점 기록인 200골을 넘기며 클럽 최고 득점 기록을 경신하였다. 시즌이 끝나고 시어러는 은퇴하였는데, 그때의 골 수는 206골이었다. 2006년 UEFA 인터토토컵을 우승하였지만, 2006-07 시즌 선수들의 잦은 부상 등 악재가 겹쳐 좋은 성적을 보이지 못하자 뢰더는 2007년 5월 6일 상호 협의 아래 감독 자리에서 내려왔다. 5월 15일 볼턴 원더러스의 감독이었던 샘 앨러다이스를 선임하였는데, 이것은 프레디 셰퍼드가 단장으로서 한 마지막 행보였다. 그리고 그 해 6월 7일에 마이클 애슐리에게 그의 마지막 주식을 모두 팔고 크리스 모트에게 단장 자리를 넘겨주었다.

### 마이클 애슐리, 그리고 강등 (2007년~2010년)
마이클 애슐리는 존 홀 경 시절보다 더욱 강력한 클럽을 만들기를 원했다. 2007-08 시즌 샘 앨러다이스는 자신의 친정팀인 볼턴 원더러스와의 경기에서 3-1로 승리하는 등 출발은 좋았으나, 약체 더비 카운티에게 패하는 등 부진을 거듭하였고, 팬들의 압박 속에 2008년 1월 9일 경질 되었다.

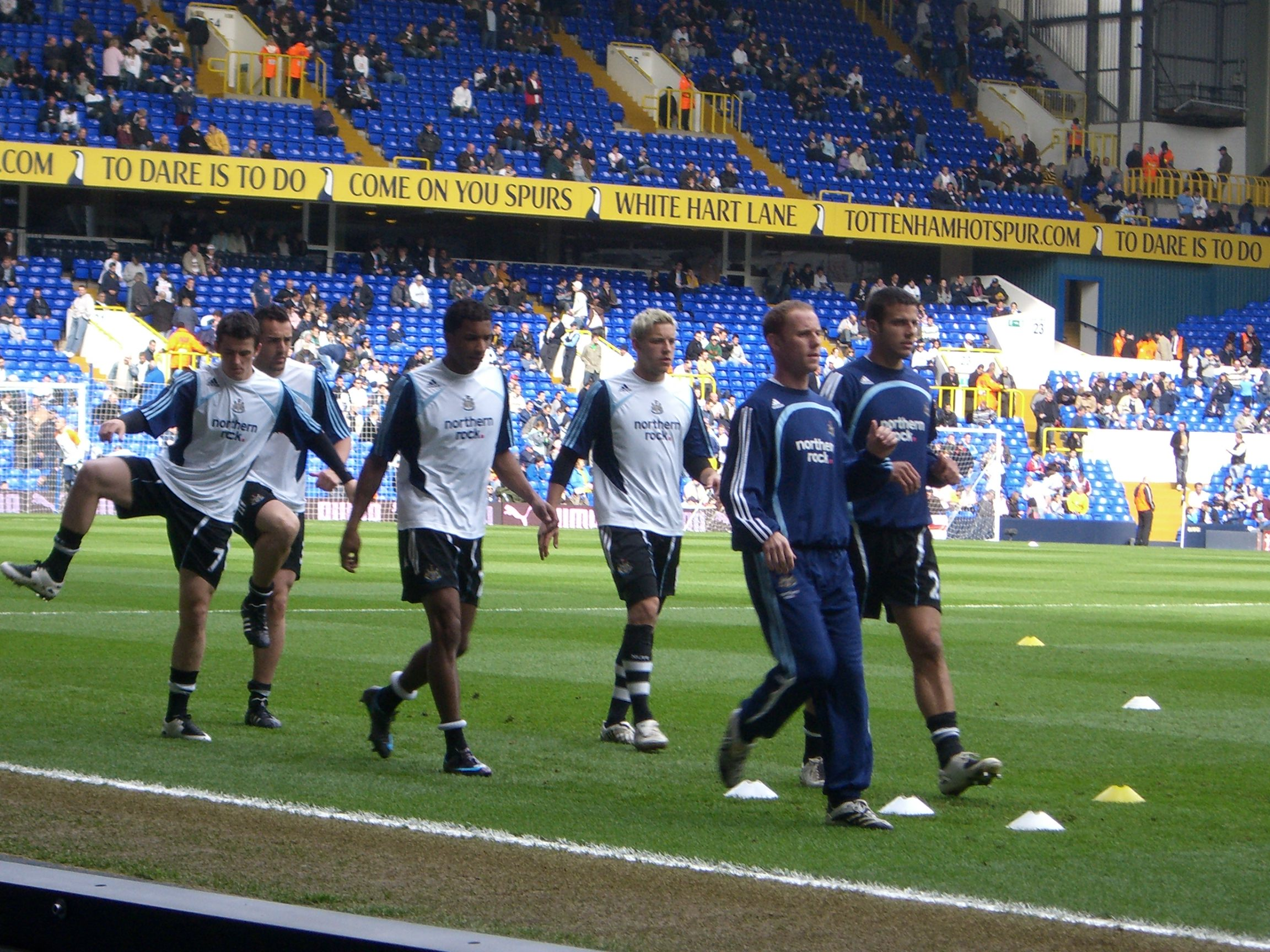
토트넘 홋스퍼와 경기 전 연습 중인 선수들 (2008년)

1월 16일, 뉴캐슬 유나이티드는 케빈 키건을 다시 감독직으로 불러들인다는 놀라운 결정을 한다. 키건이 1997년 1월 8일 클럽을 떠난 지 11년 8일만이었다. 이 결정은 팬들에게 큰 희망을 가져다 주었다. 나아가 2008년 1월 데니스 와이즈를 풋볼 디렉터로, 토니 히메네즈를 부단장(선수 영입 담당)으로, 제프 베테레를 기술직으로 영입하는데, 이는 키건을 보조하기 위해 대륙의 축구 운영 방식을 접목시킨다는 계획으로, 감독이 선수 영입을 요청하기 전에 이들에게 초본을 작성한다는 방식이었다. 같은 해 7월 마이클 애슐리의 오랜 파트너였던 데릭 램바이어스가 크리스 모트를 대신하여 단장 자리를 맡았다. 2007-08 시즌의 여름 이적 시장이 막을 내린 후 9월 4일 키건은 클럽 운영진과 3일 간의 회담 끝에 “새로 취임한 운영진의 관리 아래에선 감독을 제대로 맡을 수 없다”며 감독직을 사임한다 이 때 키건을 사임하게 만든 클럽 운영진, 특히 데니스 와이즈와 마이클 애슐리에 대한 비판이 팽배하여 키건이 사임하던날 세인트 제임스 파크 밖에서는 대규모 시위가 열렸고 이것은 다음 홈 경기인 헐 시티와의 경기에서 더 심해졌다. 또한 알렉스 퍼거슨 경과 아르센 벵거 같은 다른 프리미어리그의 감독들도 키건의 사임과 관련하여 클럽 운영진들을 비판하였다. 결국 마이클 애슐리는 계속된 팬들의 압박에 구단을 매각하기로 결정한다.
2008년 9월 26일부터 조 키니어가 임시 감독을 맡게 되었는데, 이 계약은 마이클 애슐리가 구단을 매각할 때까지만 감독을 맡는다는 것이었지만, 10월 한 달 계약 연장을 하였고, 곧 시즌 종료까지 지휘를 맡게 되었다. 그리고 그 해 12월 마이클 애슐리는 적절한 새 구단주를 찾지 못했다는 성명서를 발표하였고 구단을 팔기로 한 결정은 폐기되었다. 애슐리는 성명서를 통해 자신은 아직도 뉴캐슬 유나이티드에 대해 큰 애정을 갖고 있으며 클럽이 더 나은 길을 찾아가기 위해 무엇이든 할 것이라고 밝혔다. 조 키니어와 정식 계약을 체결하려 했지만 2009년 2월 키니어는 자신이 항상 갖고 있던 심장 문제로 심장 수술을 받게 되었고, 요양을 위하여 감독직을 사임한다.

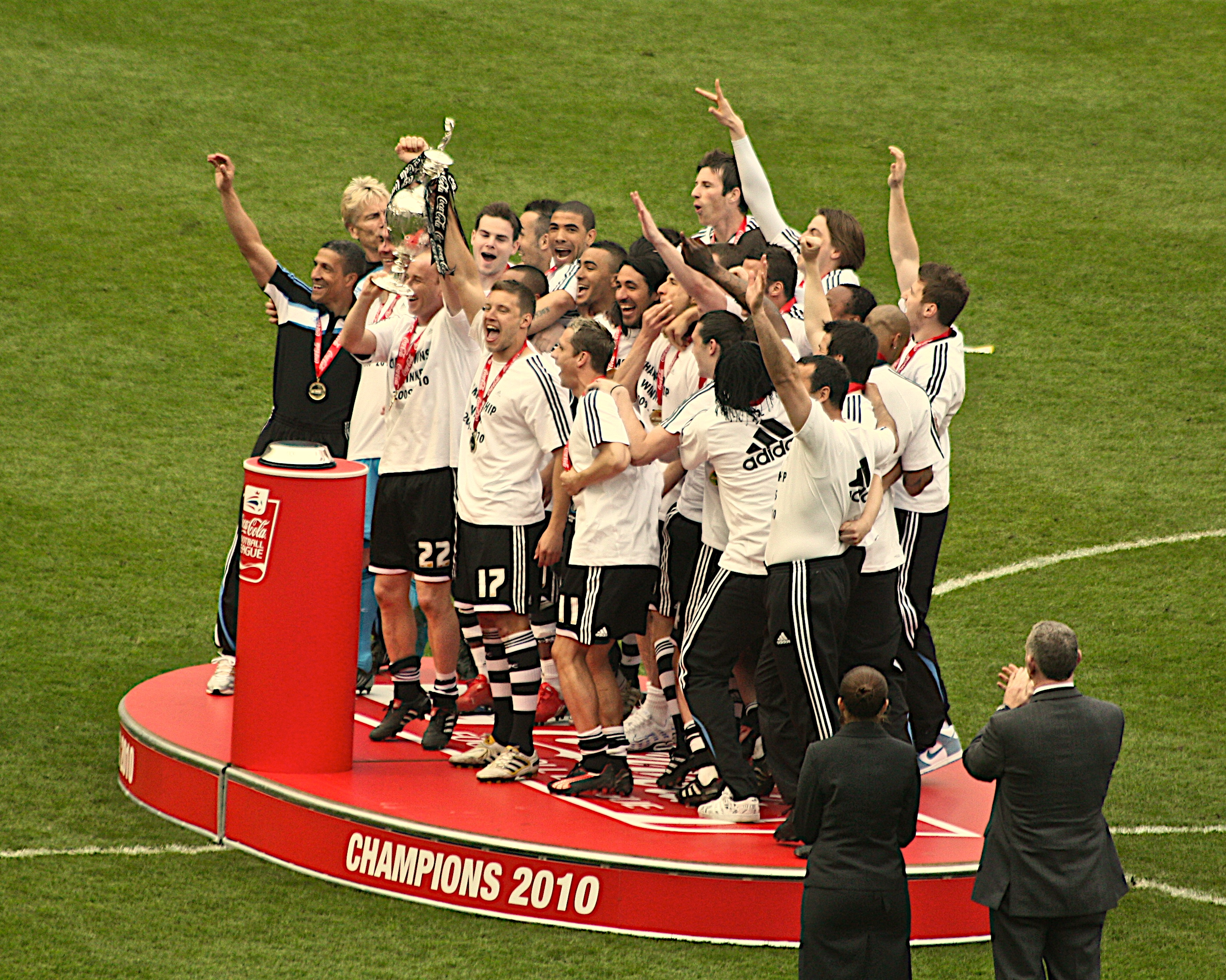
2010년 4월 풋볼 리그 챔피언십을 우승한 뉴캐슬 유나이티드

2009년 4월 1일 뉴캐슬 유나이티드는 당시 BBC의 《매치 오브 더 데이》 고정 패널을 맡고 있던 앨런 시어러를 클럽을 강등에서 구해내기 위하여 임시 감독으로 임명하였는데, 이는 모두를 깜짝 놀라게 하는 감독 선임이었다. 시어러가 감독직을 맡음과 동시에 논란의 중심에 있었던 데니스 와이즈는 클럽을 떠났고, 클럽 운영진은 풋볼 디렉터라는 직책은 다시 생기지 않을 것이라고 발표하였다. 북동부의 프리미어리그 세 클럽인 뉴캐슬 유나이티드, 선덜랜드, 미들즈브러는 강등권 사투를 벌이고 있었고, 시어러의 임명에도 불구하고 뉴캐슬 유나이티드 리그 마지막 경기에서 애스턴 빌라에 0-1로 지며 그들의 프리미어리그 역사상 첫 강등을 확정짓게 된다. 강등 이후 뉴캐슬 유나이티드는 많은 선수들이 떠났고, 마이클 애슐리 구단주는 클럽을 매각하겠다는 발표를 하였으며, 감독인 시어러의 거취 문제 등으로 인해 조용할 날이 없었다. 거기에 프리시즌 경기에서의 1-6 대패와 보비 롭슨 경의 사망은 분위기를 더욱 악화시켰다.
뉴캐슬 유나이티드는 풋볼 리그 챔피언십에서 2009-10 시즌을 시작한다. 앨런 시어러는 결국 정식 감독이 되지 못하였고, 코치였던 크리스 휴턴이 임시로 지휘봉을 잡는다. 여러 언론들은 뉴캐슬 유나이티드의 전망을 비관적으로 바라봤고, 프리미어리그로의 승격은 힘들어 보였다. 그러나 크리스 휴턴은 뛰어난 지도력으로 리그 초반 뉴캐슬 유나이티드를 1위에 올려 놓았고, 그 공을 인정받아 정식 감독으로 임명되었고, 동시에 마이클 애슐리 구단주는 클럽 매각 계획도 철회한다. 그리고 2009년 4월 5일 시즌 종료 5경기를 남겨두고 승격을 확정 지었으며, 우승을 차지, 1시즌 만에 프리미어리그로 승격에 성공한다.

### 승격 이후 (2010년~ )

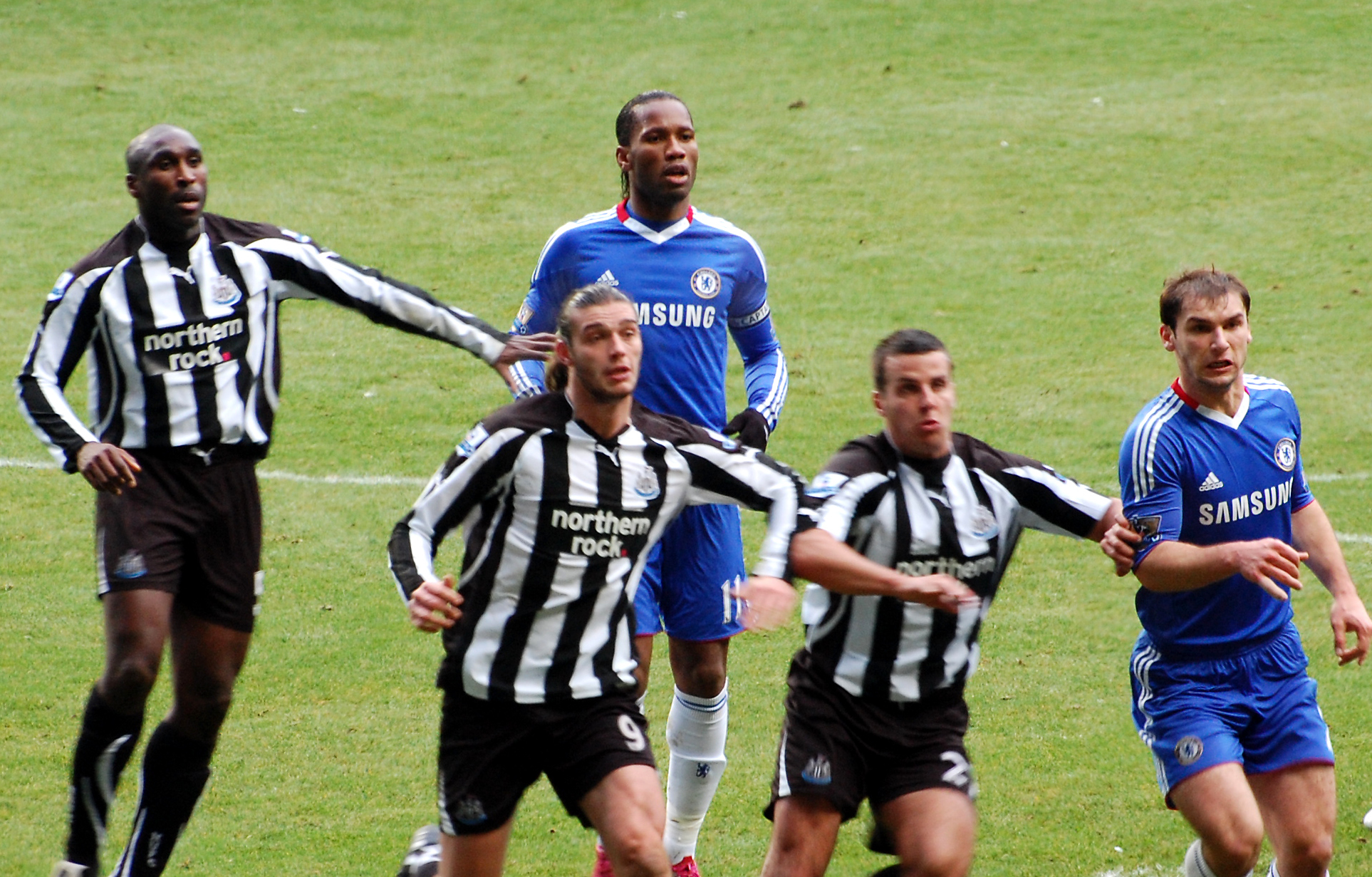
첼시와 경기 중인 선수들 (2010년)

2010-11 시즌 1라운드 맨체스터 유나이티드와의 경기를 통해 프리미어리그 복귀전을 치른 뉴캐슬 유나이티드는 그 이후 홈에서 애스턴 빌라에 6-0 대승을 거두며 돌풍을 예고했고, 지역 라이벌인 선덜랜드, 강호 아스널 등에 승리를 거두며 한시적으로 5위에 올라서기도 했다. 하지만 이러한 성과에도 불구하고 2010년 11월 6일 웨스트 브로미치 앨비언과의 경기 후 크리스 휴턴 감독은 경험이 많지 않다는 이유로 해고된다. 이후 새 감독으로 앨런 파듀가 선임되었고, 얼마 지나지 않아 겨울 이적 시장에서 공격수 앤디 캐럴을 리버풀에 3,500만 파운드에 팔아버리자 팬들의 분노는 극에 달한다. 이런 안좋은 분위기에 경기력까지 저하된 뉴캐슬 유나이티드의 미래는 상당히 암울해 보였다. 하지만 앨런 파듀 감독은 클럽을 잘 추스렸고, 그 시즌을 12위로 마감하였다. 한편, 이 시즌 최고의 경기로 아스널과 4-4로 비긴 경기가 뽑히기도 하였다.
2011-12 시즌 뉴캐슬 유나이티드는 주장인 케빈 놀런과 호세 엔리케, 조이 바턴 등 전 시즌의 주력 선수들을 내보내고 아템 벤 아르파, 요앙 카바예, 실뱅 마르보, 가브리엘 오베르탕을 영입하여 이른바 ‘프렌치 커넥션’(French Connection)을 형성한다. 또한 전 시즌 웨스트 햄 유나이티드에서 좋은 활약을 펼쳤던 공격수 뎀바 바를 자유 계약으로 영입하였음에도 언론은 주력 선수들이 빠져나간 뉴캐슬 유나이티드의 전망을 밝게 보지 않았다. 그러나 그런 전망을 비웃기라도 하듯, 이적생들의 활약에 힘입어 12 라운드 맨체스터 시티 전에서 패하기까지 11경기 무패를 기록한다. 이후 주력 선수들의 부상으로 잠시 주춤했지만, 숙적이였던 맨체스터 유나이티드를 상대로 11년만에 승리를 거두었고, 겨울 이적 시장에서 SC 프라이부르크의 파피스 시세를 데려오며 공격력을 보강한다. 새로운 9번 파피스 시세는 득점 행진을 이어가며 클럽의 상승세를 이끌었고, 이에 힘입어 뉴캐슬 유나이티드는 시즌 막판까지 아스널, 토트넘 홋스퍼와 UEFA 챔피언스리그 진출권을 따내기 위해 경쟁하였지만, 5위를 기록하여 UEFA 유로파 리그 진출권을 획득하며 2006-07 시즌 이후 오랜만에 유럽 대회에 출전하게 되었다. 2012-13 시즌 9월 뉴캐슬 유나이티드는 앨런 파듀 감독과 8년 계약을 체결하였다.

## 역대 단장

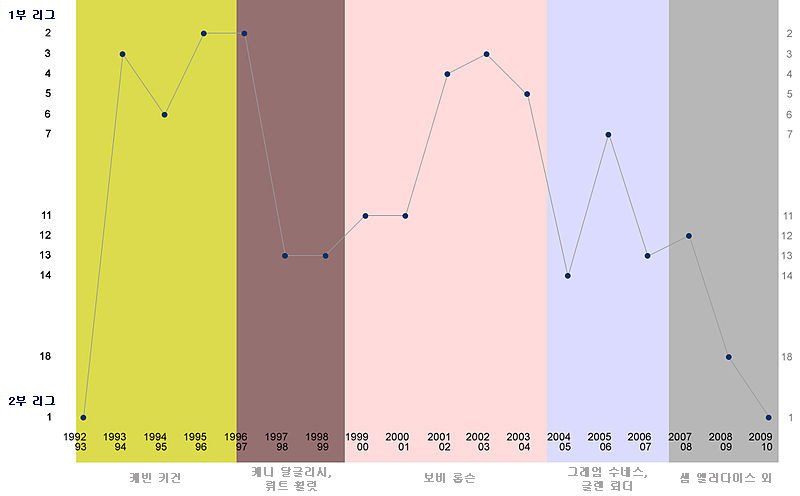
1992년부터 2009년까지의 리그 순위 그래프

| 이름               | 국적       | 임기 시작 | 임기 만료 |
| ------------------ | ---------- | --------- | --------- |
| 조지 루터퍼드      | 잉글랜드   | 1936년    | 1953년    |
| 윌프 테일러        | 잉글랜드   | 1953년    | 1957년    |
| 윌리어 맥케그      | 잉글랜드   | 1957년    | 1960년    |
| 월리 허퍼드        | 잉글랜드   | 1960년    | 1963년    |
| 로드 웨스트우드    | 잉글랜드   | 1963년    | 1978년    |
| 밥 루터퍼드        | 잉글랜드   | 1978년    | 1981년    |
| 스탠 시모어 주니어 | 잉글랜드   | 1981년    | 1988년    |
| 고든 맥케그        | 잉글랜드   | 1988년    | 1990년    |
| 조지 포브스        | 스코틀랜드 | 1990년    | 1992년    |
| 존 홀 경           | 잉글랜드   | 1992년    | 1997년    |
| 프레디 셰퍼드      | 잉글랜드   | 1997년    | 2007년    |
| 크리스 모트        | 잉글랜드   | 2007년    | 2008년    |
| 데릭 램바이어스    | 잉글랜드   | 2008년    | 2013년    |
| 마이클 애슐리      | 잉글랜드   | 2013년    | 2014년    |
| 리 찬리            | 잉글랜드   | 2014년    | 현재      |

## 같이 보기
- 뉴캐슬 유나이티드 FC의 기록과 통계 목록
- 뉴캐슬 유나이티드 FC의 유럽 대회 기록